# Rotbühlspitz
Rotbühlspitz är en bergstopp i Österrike, på gränsen till Schweiz. Den ligger i den västra delen av landet, 500 km väster om huvudstaden Wien. Toppen på Rotbühlspitz är 2 852 meter över havet, eller 357 meter över den omgivande terrängen. Bredden vid basen är 3,3 km.
Terrängen runt Rotbühlspitz är huvudsakligen bergig, men den allra närmaste omgivningen är kuperad. Runt Rotbühlspitz är det ganska glesbefolkat, med 25 invånare per kvadratkilometer.. Närmaste större samhälle är Schruns, 17,1 km norr om Rotbühlspitz. 
Trakten runt Rotbühlspitz består i huvudsak av gräsmarker.